# Eunidia yemeniensis
Eunidia yemeniensis là một loài bọ cánh cứng trong họ Cerambycidae.